# Zouzou (album de Philippe Katerine)
Pour les articles homonymes, voir Zouzou.
Albums de Philippe Katerine
Confessions
(2019)
Zouzou est un album studio du chanteur français Philippe Katerine sorti le 8 novembre 2024.

## Historique
Zouzou est le nom de la chienne que Philippe Katerine a adoptée avec son épouse Julie Depardieu. La chienne apparaît sur la pochette de l'album composé avec Adrien Soleiman et Victor Le Masne,. 
Les principaux thèmes abordés sont ceux de la famille et du temps qui passe,. Philippe Katerine considère l'album comme l'un de ses plus « intimes », un éloge « de la normalité, de la vie domestique, de la routine du quotidien ».
L'album est annonciateur du Zouzou Tour, une tournée qui démarrera en avril 2025.

## Chansons de l'album
| No  | Titre                       | Durée |
| --- | --------------------------- | ----- |
| 1.  | Sous mon bob                | 2:40  |
| 2.  | Père (toujours est-il)      | 2:36  |
| 3.  | Joyeux anniversaire         | 2:31  |
| 4.  | Que deviens-tu ?            | 2:11  |
| 5.  | Total à l'ouest             | 2:31  |
| 6.  | Zouzou                      | 3:25  |
| 7.  | Bonifacio                   | 3:05  |
| 8.  | Chez Philou (el Café bar)   | 3:10  |
| 9.  | Frérot                      | 2:35  |
| 10. | Angelos Intermezzo          | 0:18  |
| 11. | La chanson d'Edie           | 2:01  |
| 12. | Comme disait ma petite sœur | 3:30  |
| 13. | Dormir en cuillère          | 3:31  |
| 14. | Sous la couette             | 3:33  |
| 15. | Une chambre à moi           | 3:15  |
| 16. | Nu                          | 2:26  |
| 17. | Cinéma                      | 3:08  |